# 로렐 굿윈
로렐 굿윈(Laurel Goodwin, 1942년 8월 11일 ~ )은 미국의 배우, 텔레비전 배우, 영화배우이다.
위치토에서 태어났다.

## 영화
- 스타 트렉 (1965년)
- 파파스 델리케이트 컨디션 (1964년)
- 걸스! 걸스! 걸스! (1962년)